# Ptolemeusz z Cypru
Ptolemeusz z Cypru (80-58 p.n.e.) król Cypru, syn Ptolemeusza IX Lathyrosa i Kleopatry Selene, młodszy brat Ptolemeusza XII Auletesa.
Wysłany wraz z braćmi na wyspę Kos przez babkę Kleopatrę III, wpadł w ręce króla Pontu Mitrydatesa VI Eupatora po zajęciu wyspy przez jego wojska w czasie pierwszej wojny Mitrydatesa z Rzymem. Przebywając na dworze królewskim w stolicy Pontu, Synopie, został ożeniony z jedną z córek Mitrydatesa. Następnie przebywał w Syrii, skąd został wezwany do Egiptu w 80 p.n.e. przez poselstwo z Aleksandrii po śmierci Ptolemeusza XI Aleksandra. Jego starszy brat otrzymał wówczas tron Egiptu, on sam Cypr we władanie.
W grudniu 59 p.n.e. senat rzymski, na wniosek trybuna ludowego Publiusza Klodiusza, uchwalił zajęcie Cypru i konfiskatę wszystkich znajdujących się na wyspie posiadłości młodszego Ptolemeusza. Wykonawcą woli Rzymu był Katon Młodszy.
Pomimo gwarancji zachowania przywilejów i nietykalności osobistej Ptolemeusz nie zgodził się na warunki rzymskie i świadomy bezsensowności oporu, popełnił samobójstwo, wypijając truciznę. Jego majątek sprzedany na licytacji przyniósł Rzymowi kolosalną sumę 7 000 talentów.